# Кеевер, Трейнтье
Трейнтье Кеевер, дочь Корнелиса, по прозвищу «Большая Дева» (нидерл. Trijntje Cornelisdochter Keever, «De Groote Meid», 10 или 16 января 1616 года, Эдам, Нидерланды — 2 июля 1633 года, Тер Веен, Нидерланды) — возможно, самая высокая девушка за всю документально зафиксированную мировую историю. Её рост, по сообщениям, составлял 254—257 см (или 9 амстердамских футов).

## Биография
Трейнтье Кеевер родилась в семье Корнелиса Кеевера и Анны Паувелс. Отец, голландский шкипер, был родом из прусского города Эльбинг (ныне Эльблонг). От предыдущего брака с Марией Коонинг он имел двух детей. Анна, уроженка Ньивендама (сейчас это пригород Амстердама), была его служанкой, а 24 мая 1605 года они поженились.
Трейнтье быстро достигла очень большого роста и могла без лестницы чистить сточный жёлоб на крыше. Родители показывали дочь за деньги на ярмарках и карнавалах. В первом удостоверенном документально упоминании о ней как диковинке описан случай, который произошёл 30 июня 1625 года. В этот день курфюрст Пфальца и король Богемии Фридрих V вместе с женой Елизаветой Стюарт, принцессой Амалией Зольмской-Браунфельской и свитой по дороге в Англию остановился в Эдаме, и местный бургомистр повёл их посмотреть на двухметрового ребёнка. Фрейлина Крофтс в своём письме упомянула «une jeune fille de 9 ans de merveilleux grandeur» — «девятилетнюю девочку удивительной величины» (франц.).
Трейнтье умерла от рака 2 июля 1633 года в зеландском городе Тер Веен, куда её привезли на ярмарку родители. В эдамской церковной книге записано что 7 июля Трейн, дочь Корнелиса, Великую Деву (нидерл. Trijn Cornelisd. de Groote Meyt) похоронили в Великой церкви в Эдаме.

## Память
На надгробии этой девушки, как в 1756 году указывал Виллем Крейтгофф, высечено «Трейнтье Крелис, большая дева, 17 лет» (нидерл. «Tryntje Crelis groote meidt, oudt 17 jaer»).
В филиале Эдамского музея — бывшей ратуше — висит картина неизвестного автора. На ней изображена Трейнтье Кеевер в полный рост, в мещанской одежде. Слева на поясе висит связка ключей, справа — подушечка на иглы и футляр для ножа, ложки и вилки. Надпись поясняет, что, согласно преданию, на портрете девушка красивее, чем была в действительности, и что она, вероятно, болела акромегалией. Здесь же стоят её туфли длиной 36 — 40 сантиметров. По нынешним меркам это 54 размер. Тот самый неизвестный художник, имея склонность к необычному, нарисовал также портреты Петера Диркса (ум. в 1606 году), прозванного Длинной бородой за бороду вдвое длиннее, чем тело, и Яна Клааса Клееса — помещика, который весил 455 фунтов. Эти три произведения осматривали, в частности, лорд Уильям Фицвильям (William Lord Fitzwilliam) в 1663 году и Козимо де Медичи (Cosimo de Medici) в 1668 году. Сначала эти картины висели в городской таверне, а затем, не позднее чем в 1874 году — в городской ратуше. Это подтверждено книгой французского литератора и искусствоведа Анри Авара (Henry Havard) «Voyage aux Villes mortes du Zuiderzee» — «Путешествие в мёртвые города Зейдерзее» (Париж, 1874). Впоследствии их перенесли в Эдамский музей. Сейчас портреты Петера Диркса и Яна Клааса Клееса находятся в главном здании этого музея, а портрет Трентье Кеевер — в филиале.

## Данные о росте Трейнтье Кеевер
У разных авторов эти данные расходятся. О росте 253,7 см свидетельствуют «Отчёты о давних имперских архивах». Об 254,5 см (8 рейнландских футов 1 дюйм) — «Исторический и географический словарь» Сервааса де Брейна. О 255 см — книга Александра Аметова «Акромегалия и гигантизм». В этом же источнике указано, что у китаянки Лю Юцзинь (р. в 1920 году) был рост 280 см.
О росте 257 см написано в издании «Антик». Наибольшее число — 259,6 см (9 ахенских фута 3 дюйма) — указано в книге «Поэтические произведения Гуго Гроция».